# Chaillé-les-Marais
 Chaillé-les-Marais  es una comuna y población de Francia, en la región de Países del Loira, departamento de Vendée, en el distrito de Fontenay-le-Comte. Es la cabecera y mayor población del cantón de su nombre.
Su población en el censo de 1999 era de 1599 habitantes.
Está integrada en la Communauté de communes des Isles du Marais Poitevin.

## Demografía
| 1,589 | 1,583 | 1,556 | 1,443 | 1,292 | 1,486 | 1,553 | 1,599 |
| Para los censos de 1962 a 1999 la población legal corresponde a la población sin duplicidades (Fuente: INSEE [Consultar]) |       |       |       |       |       |       |       |